# Spheniopsidae
De Spheniopsidae is een familie van tweekleppigen uit de orde Anomalodesmata.

## Geslachten
- Grippina Dall, 1912
- Spheniopsis Sandberger, 1863